# IC 4814
IC 4814 је спирална галаксија у сазвјежђу Паун која се налази на листи објеката дубоког неба у Индекс каталогу.
Деклинација објекта је - 58° 34' 47" а ректасцензија 19h 4m 59,4s. Привидна величина (магнитуда) објекта IC 4814 износи 13,4 а фотографска магнитуда 14,3. Налази се на удаљености од 43,113 милиона парсека од Сунца. IC 4814 је још познат и под ознакама ESO 141-23, IRAS 19006-5839, PGC 62749.